# Aeolesthes langsonius
Aeolesthes langsonius là một loài bọ cánh cứng trong họ Cerambycidae.